# 9642 Takatahiro
9642 Takatahiro este un asteroid din centura principală de asteroizi.

## Descriere
9642 Takatahiro este un asteroid din centura principală de asteroizi. A fost descoperit pe 1 septembrie 1994 la Kitami de Kin Endate și Kazuro Watanabe. Asteroidul prezintă o orbită caracterizată de o semiaxă mare de 2,43 ua, o excentricitate de 0,19 și o înclinație de 3,0° în raport cu ecliptica.